# Willy Bruns
Willy F. A. Bruns (* 1904; † 13. Mai 1998 in Hamburg) war ein deutscher Unternehmer, der in Hamburg internationalen Fruchthandel sowie eine Reederei betrieb.

## Fruchthandel
Willy Bruns war ein bedeutender Fruchthändler, der hauptsächlich Gemüse und Südfrüchte aus Zentralamerika und Südamerika nach Hamburg importierte. Er hatte deshalb auch die Spitznamen Zwiebel-Willy und Bananen-Willy. 1968 gehörte er führend zu einem Konsortium Hamburger Kaufleute und Reeder, welche für Bananen die eigene Marke Bajella (abgeleitet von „banana yellow“) der populären Chiquita vom Marktführer United Fruit Company entgegensetzten. Unter dem Markennamen Somalita vermarktete Willi Bruns auch Bananen aus Somalia.

## Reederei
Nachdem sich Bruns 1939 an den Kühlschiffen Ahrensburg und Angelburg zur Versorgung seines Unternehmens beteiligte, gründete er mit der Unterstützung anderer Fruchtimporteure 1950 die eigene Reederei W. Bruns & Co. Bis zum Ende dieser Geschäftstätigkeit 1978 fuhren insgesamt 46 Frachtschiffe für sie. Die meisten davon wurden ab 1952 nach deutschen, aber auch internationalen Orten beginnend mit „Bruns“ benannt; so z. B. Brunshoeft, Brunsbüttel, Brunshausen und Brunswick. Die Aktivitäten und Schiffe der Reederei Bruns bildeten 28 Jahre lang einen sichtbaren und wichtigen Teil vor allem im Hamburger maritimen Fruchtimport sowie der Lagerei.

## Engagement in der Kreuzfahrt
1979 stieg Bruns über die Firma Kymo Verwaltungsgesellschaft für Schiffsbeteiligungen mbH & Co. mit einem Gründungsanteil von 40 Prozent in die Finanzierung des Kreuzfahrtschiffes Astor in diese Branche ein. Der Kaffeehändler Günter Herz hielt eine Beteiligung von 50 Prozent und die Hamburgische Landesbank 10 Prozent. Zusammen mit Schiffbauzuschüssen des Bundes und einem Darlehen der Hadag bei der Hamburgischen Landesbank wurde die Finanzierung des Schiffes sichergestellt. Nach hohen Verlusten im Betrieb, die im Wesentlichen von der Hadag und der Hansestadt Hamburg getragen werden mussten, wurde das Schiff bereits 1985 wieder veräußert.

## Persönliches
Bruns war verheiratet und hatte mit seiner Ehefrau Hedwig drei Töchter und einen Sohn, Klaus, der auch im Unternehmen tätig war. Die älteste Tochter ist die Autorin und Übersetzerin Hildegard Baumgart. Die Tochter Helga Hegewisch ist Schriftstellerin und Kunstsammlerin. Willy Bruns lebte lange im Hamburger Stadtteil Nienstedten und ist auch auf dem dortigen Friedhof bestattet.